# هور خشه‌ئته
خورشید‌ یا خور یا هور یا هور خشه‌ئته یکی از ایزدها‌ی آیین‌های ایرانی و مزدیسنا است با توجّه به نقشی که خورشید در زندگی بشر، چه اقوام متمدّن و چه بدوی، از روزگاران کهن دارا بوده، این عنصر مفید مورد ستایش و بزرگ‌داشت همهٔ این اقوام بوده‌ است. خورشید در اندیشه اسطوره‌ای ایرانیان باستان جایگاه ویژه‌ای داشته‌ است. چنانچه از آغاز به صورت ایزدی نیرومند مورد ستایش قرار گرفت و پس از زرتشت نیز خود آفریده‌ای شد در میان هزاران آفریده و مخلوق خداوند.

## نام‌شناسی
خورشید در اوستا "هور خشه‌ئته" (Hvarə-xšaēta) و در زبان پهلوی xarsed گفته می‌شود. در بخش‌هایی از اوستا، بدون صفت خشئت، آمده‌است. این واژه در اوستا از دو بخش تشکیل شده‌است، یکی هور (hvar) به معنی آفتاب که از زبان نیاهندوایرانی *súHar "sun" گرفته شده‌ است، که از آن واژه سانسکریت ودایی، سوریا (ایزد) نیز گرفته شده‌است. و دیگری"خشئت" (xšaēta) که صفت و به معنی فروزنده و درخشنده‌است که بعدها جزء این کلمه گردیده‌است. در پهلوی sed و در فارسی نوین"شید"شده‌است. در ادبیات فارسی، به واژهٔ "خور"هم برمی‌خوریم که این واژه با واژه‌های خور و هور یکی هستند و مانند بسیاری از کلمات دیگر "h" به "x" تبدیل یافته‌است:
- ..... ایوان پر از ماه و هور

(فردوسی)
بدو گفت زانسان که تابنده‌شید برآید یکی پرده بینم سپید (فردوسی) در زبان سانسکریت بنا به قاعده‌ای که واج "h" اوستایی "s" است، پس svar به جای هور می‌باشد و "sol" لاتینی نیز از همین اصل است. خراسان  نیز از واژه‌های كهن و سرزمین‌های خاوری بوده و به خورآسان مى‌خواندند به چم بر آینده و بالا رونده همان خورشید را گویند.

## خورشید در اوستا

### در گاهان
از خورشید در گاهان تنها به شیوه یک آفریده یاد شده‌است. همین آفریده آن‌چنان درای ارزش است که اگر کسی از او به زشتی یاد کند، به مانند این است که اشونی (پیرو راستی) را می‌کشد یا اینکه کشتزارها را ویران می‌کند. برای این که خورشید سرچشمه فروغ و گرما بوده و او را به دیده ارج و گرامیداشت می‌نگریستند. بند ۰۱ اهونودگاه گویای این گفتار است.
در بند ۳ اشتودگات هم از اهورامزدا می‌پرسند که چه‌کسی راه گردش را به خورشید و ستارگان داده‌است. در اینجا هم می نگارید که نماد آفرینش همراه با خورشید، ماه و ستارگان آمده‌است.۷۲در سه‌گات دیگر نامی از خورشید برده نشده‌است.

### در فروردین‌یشت
در این یشت هم خورشید بارها ستایش شده‌است. در بند ۱۸ اهورامزدا فروغ سفید و درخشان خوانده شده‌است و او را زیباترین پیکر می‌داند. سپنتا بودن خورشید آن‌چنان است که همراه با اهورامزدا ستوده شده‌است و فروزه تیزاسب نیز برای خورشید آورده شده‌است. براساس بند ۲۹، والایی جایگاه خورشید نمایان می‌شود که او را همراه با امشاسپندان می‌ستایند.

### در رشن‌یشت
این یشت دارای ۸۳ بند می‌باشد که در بند ۵۲ آن خورشید به همراه ماه و ستارگان به همچون نمادی از آفرینش آمده است . در بند ۴۳  ما به جایگاه خورشید که در بالای  فراز کوه هراست، پی می‌بریم. در این بند،  بودن خورشید به نمود ایزدی با یکی از فروزه‌هایش است.

### در آبان‌یشت

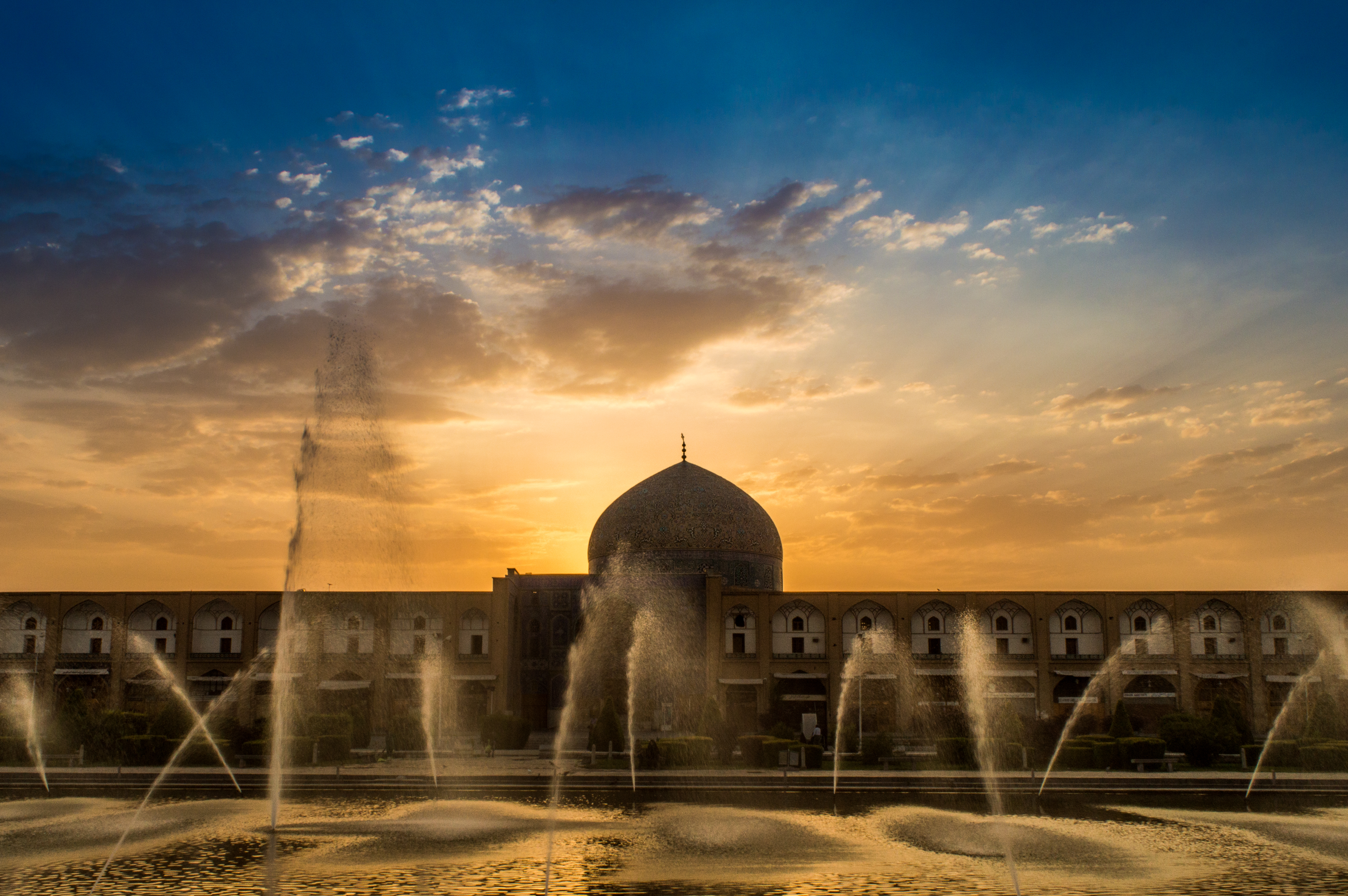
هنگام برآمدن خورشید در میدان نقش جهان

در این یشت درمی‌یابیم که آب و روشنایی از یک  خاستگاه و سرچشمه هستند. اهورامزدا در  خورشید جایگاه ناهید را برقرار نموده و از آنجاست که بر اثر مویه و لابه پارسایان و پرهیزکاران از سپهر ستارگان یا از بلندترین فراز کوه هرا به سوی نشیب می‌شتابد. اردیسور ناهید یک رود مینوی و آسمانی است که راه جریانش از بالای کره خورشید است نه در روی زمین و از این  سوی، مانند سایر آب‌های مینوی دچار جانوران آبی اهریمن نیست. بنابر بند ۱۹۶۱این یشت، ستایش و نیایش ناهید هم تنها باید در هنگام بودن خورشید و در روشنایی باشد که این خود نشان‌دهنده پبوند مینوی بین آب و روشنایی می‌باشد. به سخن دیگر، تا هنگامی که نور آفتاب هست، این نیایش ارزش دارد و ستایشی که بعد از برآمدن آفتاب انجام گیرد، شایسته ستایش دیوهاست.

### در هفت‌هات
در این یشت کالبد اهورامزدا به سان خورشید نمودار شده‌است و خورشید زیباترین پیکر را در میان آفریدگان دارد:
بند ۶:ای مزدااهورا در میان ترکیب‌ها، زیباترین ترکیب فروغ این جهان را و در عالم زبرین (ترکیبی را که) در میان بلندترین فروغ که خورشید نامیده می‌شود و از آن تو می‌شمریم. نیگه‌هاام...

### در یسنا

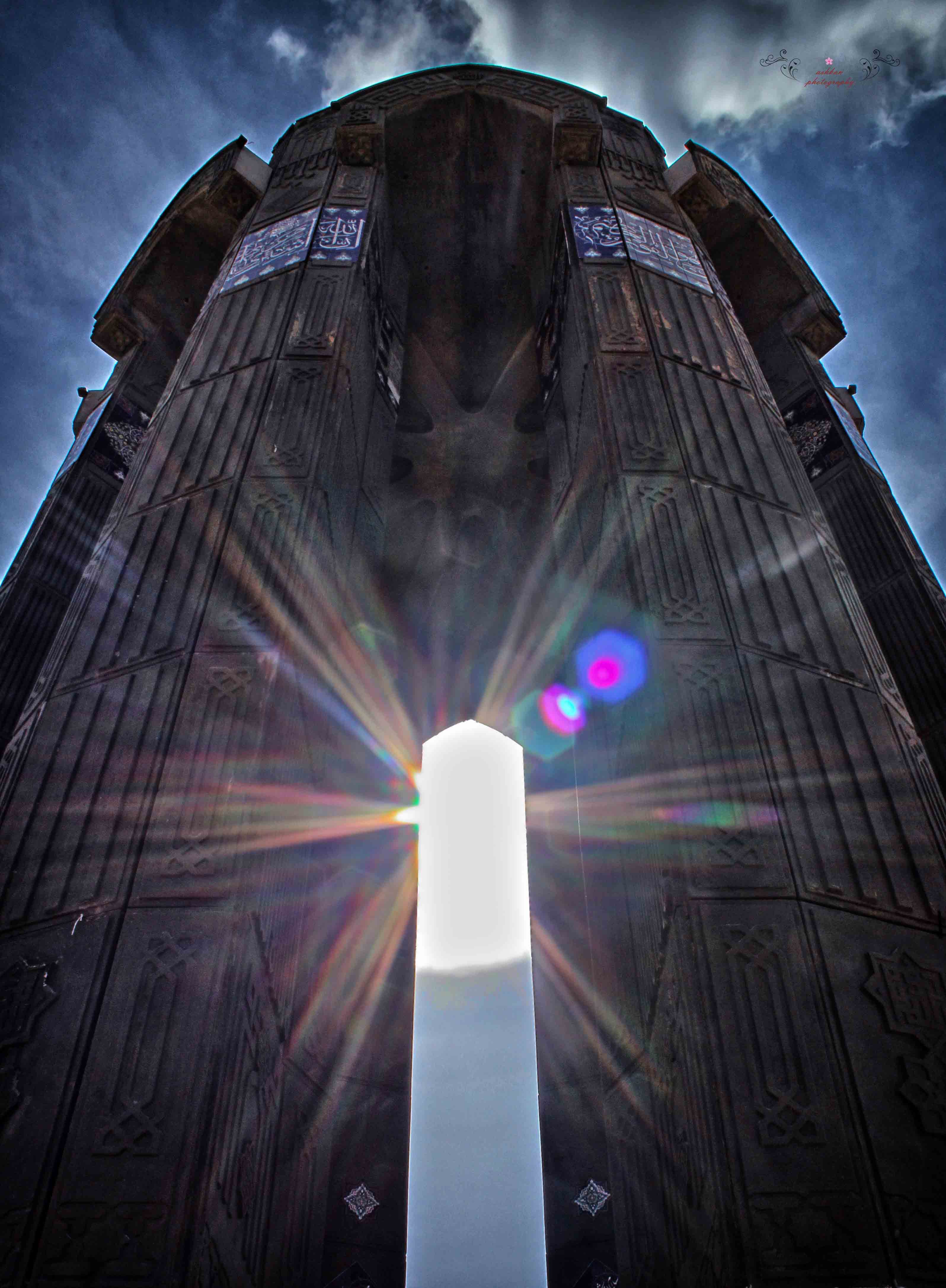
خورشید لابه‌لای آتشکده‌ی در تبریز که بعد از حمله عرب‌ها، آرامگاه عون بن علی خوانده شده است.

در یسنا هم خورشید به گونه های گوناگون نمود پیدا می‌کند. گاه به صورت یکی از پدیده‌های آفرینش است که همراه با ماه و ستارگان می‌آید، یا یکی از ایزدان است که در این حالت، از برای فروغش به چشم اهورامزدا تعبیر می‌شود. در یسنا-ها ابند ۱۱ خورشید تیزاسب، دیدهٔ اهورامزداست که در ردیف اهورا و مهر مورد ستایش قرار گرفته‌است که در روز هرمزد، ماه فروردین این ستایش به جای آورده می‌شود، و در یسنا،‌ها ۴ بند ۶۱ نیز برای خشنودی وی در همان روز و ماه نذر می‌کنند.۸۱در یسنا ۲ بند ۶۱،۳ بند ۸۱،۴ بند ۱۲،
۶ بند ۵۱ و ۷ بند ۸۱، در همهٔ آنها، خورشید همراه با ماه و ستارگان و زمین و آسمان و آب و باد و گیاه ستوده شده‌است. در یسنا،‌ها ۶۱ بند ۴، علو مقام و تقدّس خورشید تا بدانجا که همسنگ اهورامزدا، آذر پسر-اهورامزدا و گوشورون نیایش می‌شود.
خورشید همراه با صفات و ویژگی‌هایش در بند ۴ از یسنا،‌ها ۵۲ ستوده می‌شود که علاوه بر اهورامزدا و مهر، برای اوّلین بار در یسنا و همراه با امشاسپندان آمده و در ردیف آنان قرار می‌گیرد.۱۲
براساس یسنا،‌ها ۶۳، بند ۶ که جزء هفت‌هات می‌باشد، روشنی و زیبایی کالبد و پیکر اهورامزدا به مانند خورشید است.۲۲در سراسر یسنا برای اولین بار در هات ۸۶ بند ۲۲ است که به سوی خورشید نماز می‌گزارند، در اینجا نیز از او به عنوان دیدهٔ اهورامزدا یاد شده‌است.۳۲در یسنا، هات ۱۷ بند ۹ نیز خورشید دوباهر یکی از آفریدگان است و همراه با دیگر مخلوقات ستایش می‌شود.۴۲
در آخرین یسنا که هات ۲۷ است در بند ۷ آن برای خورشید، وای، ما را اسپند، آذر پسر اهورامزدا و... نیرو، زور، نیایش و بهترین‌ها را خواهانند. او را می‌ستایند و متقابلاً از او اجابت آرزوهایشان را خواستارند.

### در خرده‌اوستا

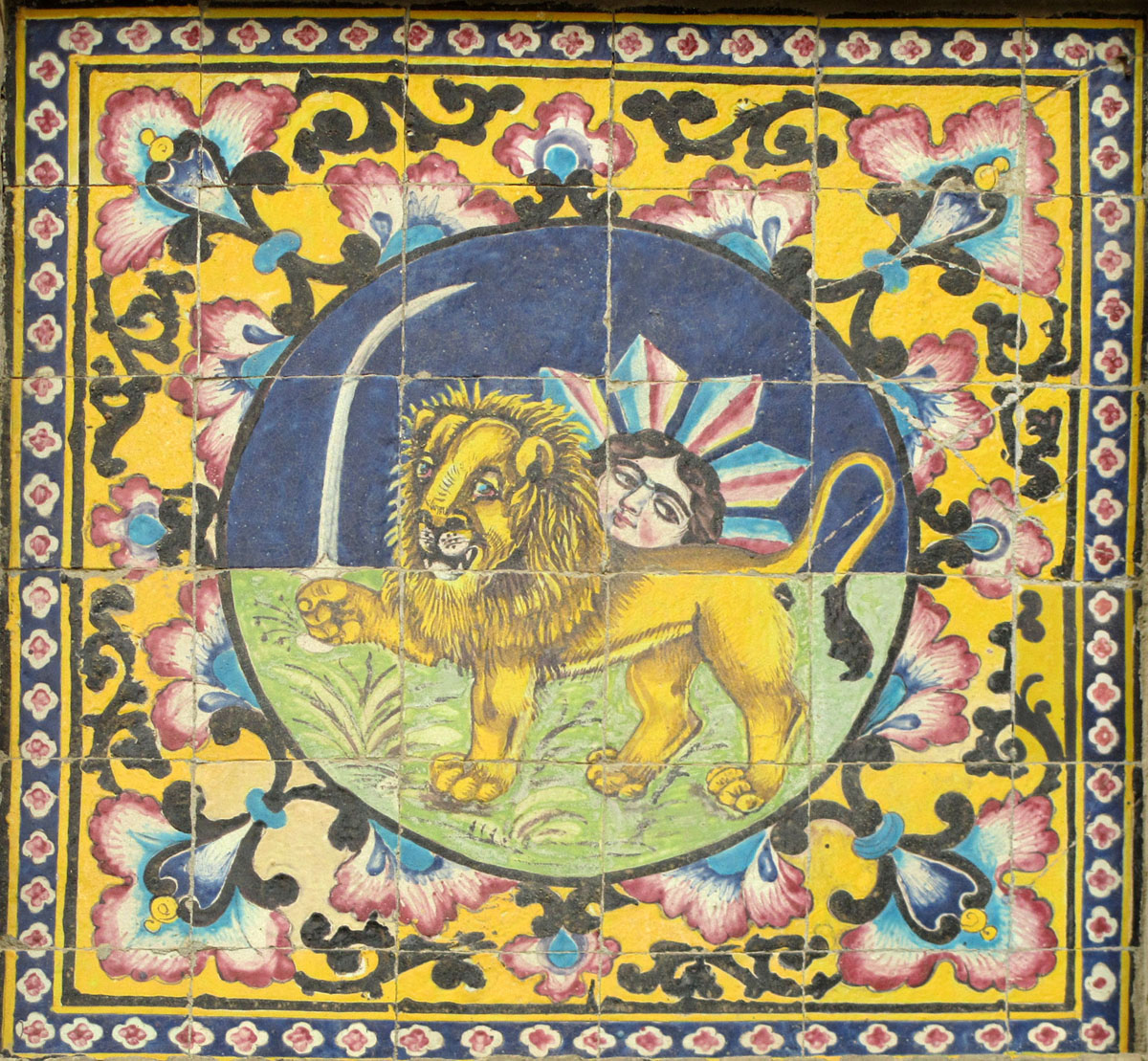
خورشید با چهره ی بانویی پشت شیر. با نام شناخته شده شیر خورشید در کاخ گلستان.

خرده‌اوستا گزیده‌ای است از سراسر نامه مینوی که بهدینان آن را در نمازها، نیایش‌ها و جشن‌های روزانه ماهیانه و سالیانه به کار می‌گیرند. در  پاره ادعیهٔ خرده‌اوستا پنج نماز و آخرین  در پیوند به خورشید، مهر، ماه، آب و آتش بودش دارد. نماز و نیایش که وابستگی با خورشید است، خورشید نیایش نام دارد و یکی از نیایش‌های پنج‌گانه‌است.۸۲خورشید نیایش هرروز سه بار درها و نگاه و در رپیتو نگاه در وراوزیرین‌گاه،۹۲یعنی در پگاه، نیمروز و پسین خوانده می‌شود. این نیایش اوستایی دارای ۹۱ بند است. مگر بندهای نخست، سایر بندهای  بنیادی آن با بندهای ۱ تا ۷ خورشید یشت هم خوانی دارد. در آغاز ستایشگر نام اهورامزدا را همراه با فروزه‌هایش یاد کرده و می‌ستاید و از او خورشید یاری درخواست می کند و از گناهان خود ابراز پشیمانی می‌کند.۰۳در بندهای ۱ و ۲ برای خورشید همراه با اهورامزدا، امشاسپندان، فروهرهای اشنونان و وای، نماز اشم و هو می‌گزارند و بر او درود می‌فرستد و خشنودی اهورامزدا و شکست اهریمن را خواهانند.
در بند ۵ از این نیایش، به خورشید درود و نماز می‌فرستند که در اینجا نیز از برای فروغش چشم اهورامزدا تعبیر شده‌است. او را سه بار در هاونگاه، رپتیونگاه و ازیرینگاه می‌ستایند. در هاونگاه، به پشتیبانی او همیاری بهمن، شهریور و اشه بهروزی ابدی تن را خواهانند. در رپتیونگاه زیباترین پیکر را در میان پیکرها از آن خورشید می‌دانند و در ازیرینگاه خواستارند که به سوی خرد مینوی رهنمون شوند.۲۳در بند ۶ ازیرینگاه، مزداپرستان به آفریدگار درود می‌فرستند و خشنودی او را خواهانند. پیروزی خورشید و افزایش فرّه و بزرگی او و گسترش دین نیک مزدیسنان را در هفت کشور و سراسر گیتی آرزومندند.۳۳به‌طور کلی، در خورشید نیایش بیش از هرچیز دیگری  والایی جایگاه خورشید روشن است. وی بزرگترین ایزد سودمند و یاور مردم شناخته شده‌است که او را سه بار در روز یا در سه هنگام می‌ستودند. هرکس خورشید را می‌ستود، ضد تمامی دیوها و پلیدی‌ها  مقاوم می‌شد. خورشید را پاکیزه‌کننده و پاک‌کننده همه آفرینش می‌دانستند و ازاین‌رو بود که افزایش فرّ و فروغ او را خواستار بودند.
در دو سیروزه کوچک و بزرگ که بخشی از خرده‌اوستاست، تنها در بند یازدهم آن نامی از ایزد خورشید برده شده‌است. به این انگیزه در گاهشماری فردایی روز یازدهم هر ماه، خورروز خوانده شده‌است. در بند ۱۱، سیروزه کوچک و ۱۱ سیروزه بزرگ، خورشید با فروزه‌های بی‌مرگ (جاودانی) شکوهنده تیز اسب، ستوده شده‌است.۵۳

### در ویسپرد
خورشید در ویسپرد در کردهٔ ۹۱ آن ستوده شده‌است که ناهمگونی چندانی با سایر بخشهای اوستا ندارد. در این کرده او را هم‌پایه امشاسپندان، برزن درخشان، سپندارمذ، فر، آذر و اشا می‌ستایند.

## خورشید در نسک‌های پهلوی

### در وندیداد

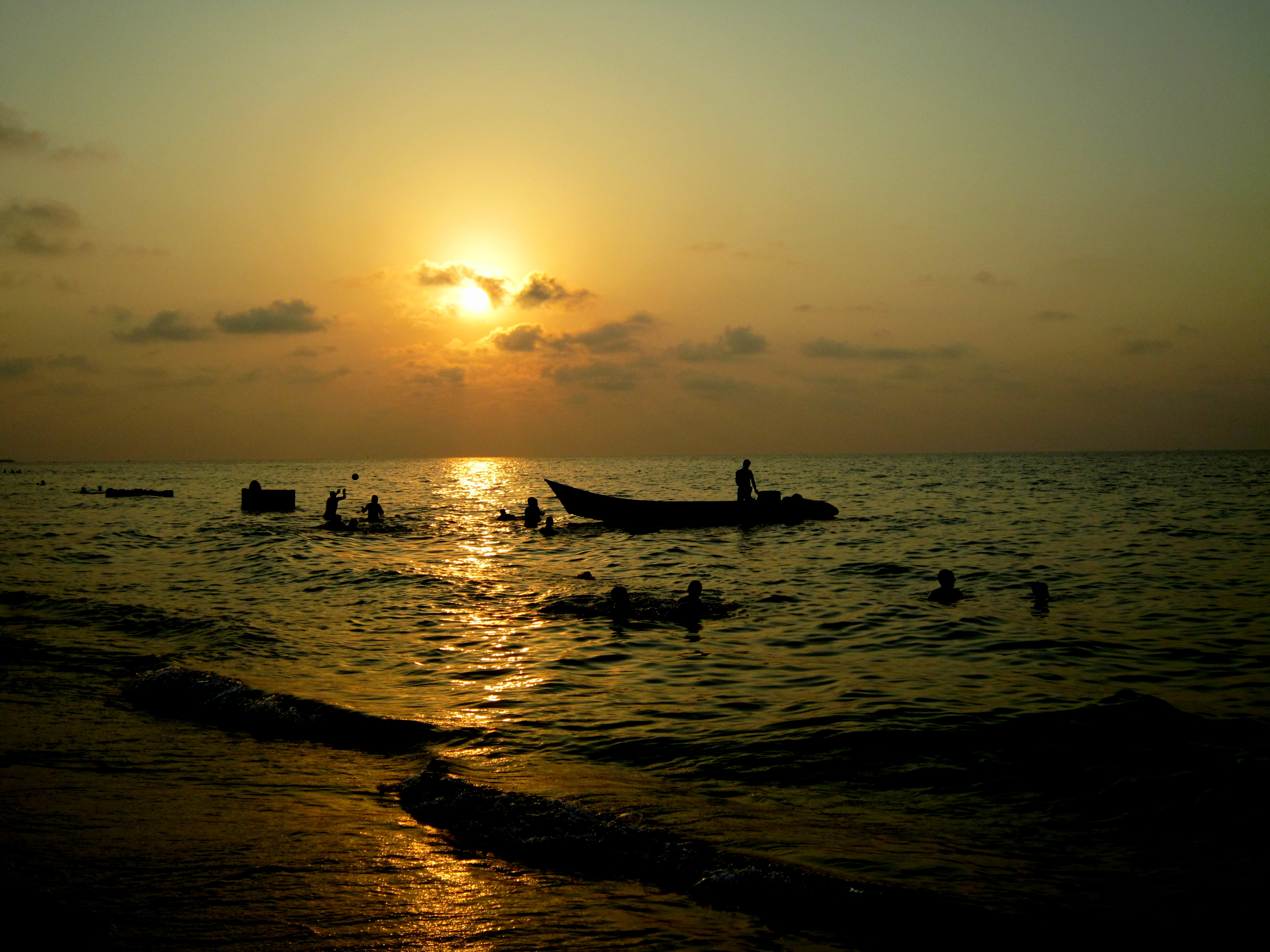
در مزدیسنا هنگام برآمدن و ایوار خورشید زمان نیایش این ایزد همراه با مهر است. غروب خورشید در ساحل بابلسر.

در فرگرد دوم، در داستان جم، خورشید دارای  خویشکاری ارزنده‌ای است. به عنوان نمونه، آن‌جا که زرتشت از هورامزدا می‌پرسد: چه فروغی است که از کاخ جمشید می‌تابد، به پاسخ می‌گوید آن‌ها فروغ‌های جاودانستارگان و ماه و خورشید است که سالی یک بار در آنجا برآمدن می‌نماید و سپس، ایوار می‌کند.۶۳
در دین زرتشتی، خورشید در شمار  پاک‌کننده‌هاست. در بیشتر این فرگردها که در پیوند با فرمان ها است، خورشید به برنام پدیده‌ای از آفرینش، کارش پاکیزه کردن و از بین بردن آلودگی‌ها و پلیدی است. در فرگردهای پنجم و ششم این نکته به خوبی نمایان است. در این فرگردها چگونگی عمل "خورشید نگرشنی"را نشان می‌دهد. این عمل را در بارگاه مردگان به جای می‌آورند. مرده را از"کته"۷۳بیرون می‌بردند، در فصل مناسب برای دخمه حمل می‌کردند، در بلندی کوه و تپه قرار می‌دادند، به گونه‌ای که چشم‌ها به سوی خورشید قرار می‌گرفت و این نوعی وسیله آمرزش بود. اگر مزداپرستان مردگان را خورشید نگرشنی نمی‌کردند، مانند آن بود که مرد پارسایی را کشته‌اند.۸۳
بندهای ۵۴ و ۶۴ از فرگرد هفتم دربارهٔ مدّت تابش خورشید و چگونگی پاک شدن زمینی است که کالبد مرده بر آن قرار گرفته‌است.۹۳
بند ۱۵ همین فرگرد (ف ۷) ارزشمندی ویران کردن گورها و دخمه‌ها را در این دین نشان می‌دهد، به گونه‌ای که اگر کسی این کار را انجام دهد، یکسره به بهشت می‌رود و در آنجا اهورامزدا همراه با خورشید، ماه و ستارگان به او درود می‌فرستند و خوشامد می‌گویند.۰۴
در بند ۱۴ فرگرد نهم آمده‌است که خورشید و ماه و ستارگان وارونه خواستشان به ناپاکان می‌تابند که در این‌جا مراد از ناپاکان کسانی هستند که مرده را لمس یا مالش می‌کنند.۱۴
فرگرد یازدهم وندیداد شامل نیایش‌هایی است که برای دور راندن"نسو"۲۴ خوانده می‌شود، و اشاره به چیزهای ویژه‌ی دارد که باید پاک گردد، مانند خانه، آب، آتش، ماه، خورشید و غیره که نیایش‌های  همگانی است به زبان معمولی اوستایی که هنگام پاک کردن همه چیزها به گونه‌ای یکسان خوانده می‌شود.۳۴
در فرگرد بیست و یکم، از دیرباز ایرانیان بر این باور بودند که آب و روشنایی از یک چشمه‌اند و به همان‌جا بازمی‌گردند. هرروز خورشید و ماه و ستارگان از البرز برمی‌آیند و هرروز، همه آب‌های روی زمین از فرازهای البرز به زمین فرو می‌ریزند. از آن‌جایی که روشنایی را از سرچشمه خورشید و ماه و ستارگان می‌دانستند، آب‌ها را سه بار می‌ستایند، یک بار با خورشید، بار دیگر با ماه و سرانجام، با ستارگان.۴۴
بند ۵:به‌درآی، طلوع کن، ای خورشید تیزاسب و از فراز کوه البرز، روشن کن آفریدگان و آفرینش را.۵۴در بند ۷۱ از خورشید، ماه و ستارگان خواسته شده که طلوع کنند تا دیوان را برانند.۶۴

### هور در بن‌دهشن
بن‌دهشن‌به معنی آغاز آفرینش، نام کتابی است به زبان پهلوی که دربارهٔ آفرینش، چگونگی و هدف آن گفتار می‌کند.
"جنبش خورشید چون بزرگتر تیر سه‌پره‌است، اگر آن بزرگترمرد از آن بزرگترکمان بیفکند خورشید را از آن‌گاه که اختری را بهلد تا آن‌که دیگری را بباید، میانگین درنگ به اندازه‌ی[زمانی است که]مردی سنگی بستاند و بیفکند۰۵
در روایات پهلوی۱۵آمده‌است:
"گرده خورشید به اندازه ایرانویج و یک‌هفتم خونیرث است"۲۵
خورشید به عنوان نماد آفرینش را هرمزد همراه ماه و ستارگان در میان آسمان و زمین می‌آفریند و سالاری اختران را بدو می‌بخشد.
به عنوان ایزد، خورشید واجد فروزه‌های بی‌مرگ، باشکوه و تنداسب می‌شود. چرایی بی‌مرگی او رفتن و آمدنش تا فرارسیدن تن پسین است. شکوهش به خاطر داشتن سلاح‌های فراوان است که با آنها پلیدی و بدی‌ها را نابود، و زمین و همهٔ آفرینش را پاک می‌کند. به از برای فروزه‌ی تنداسب است که مانند اسبی تیزتک در پهنه آسمان از خاور به باختر می‌تازد.
"هور خورشید بی‌مرگ، باشکوه ارونداسب. او را بی‌مرگی این‌که تن پسین و آمدن و رفتن خودشید بود. او را ارونداسبی اینکه او را اسب نیکویی است، زیرا به فرّه در واسپ باره دارد. او را شکوهمندی اینکه وی را سلاح بسیار است.۳۵
در متون پهلوی با ایزد دیگری روبرو می‌شویم به نام اوش‌بام (us-bam). این ایزد در اوستا به گونه usah- و bama- آمده‌است که دو ایزد جداگانه هستند. usah- به معنی پگاه، خود ایزدی است نماد پرتوی از خورشید. پیش از فراز آمدن خورشید به آسمان، ایزد دیگری به نام bamya- به آسمان آمده، گردونه خورشید را رهبری می‌کند. اوش و بام در نوشته‌های پهلوی به صورت ایزد واحدی به همین نام درآمده‌اند.
"اوش‌بام آن[هنگام]است که تیغ خورشید برآید، هنگامی که روشن خورشید پیدا و تنش ناپیدا است،[تا]هنگامی که خورشید پیدا شود که بام‌اوش است".۴۵
در متون پهلوی بین انسان و خورشید نوعی ارتباط برقرار است. کیومرث، نخستین انسانی است که هرمزد می‌آفریند. او تجسّم آفرینش مردم است که آفریدنش هفتاد روز به درازا انجامید. او روشن مانند خورشید است که این روشنی نشان‌دهندهٔ سرشت خورشیدی انسان است.
"ششم کیومرث را آفرید، روشن چون خورشید. او را به اندازهٔ چهار نامی بلندی بود. پهنا[ش]چون بالا[ش]راست، به بالای رود دائیتی که[در]میانهٔ جهان ایستد".
در روایات پهلوی نیز آمده‌است که روشنی خورشید افزون بر آنکه از مینوی خورشید است، از تن و شکل مردمان نیز هست.
هنینگ براساس متون پهلوی باور دارد که ایرانیان در پایه چهار آسمان را بازمی‌شناخته‌اند:۱-سپهر اختران ۲-ماه پایه ۳-خورشید پایه ۴-بهشت.
... از ستاره پایه تا ماه پایه بیش از سی و چهار هزار پرسنگ است، از ماه پایه تا خورشید پایه سی و چهار هزار پرسنگ، از خورشید پایه تا به آسمان سی و چهار هزار پرسنگ، از ستاره پایه تا به اینجا[-زمین]سی و چهار هزار پرسنگ و از اینجا تا به آسمان زیش[زمین]یازده هزار پرسنگ است".
"از ستاره پایه تا خورشید پایه آن برترین زندگی[-بهشت]است که به خورشید پایه‌است."۷۵در مینوی خرد، یکی از اندرزنامه‌های پهلوی نیز با همین لایه‌ها روبرو می‌شویم:
"... مینوی خرد پاسخ داد که بهشت نخست از ستاره پایه تا ماه پایه و دوم از ماه پایه تا خورشید پایه و سوم از خورشید پایه تا گرزمان آنجا که آفریدگار هرمزد برنشیند و بهشت نخست اندیشهٔ نیک و دوم گفتار نیک و سوم کردار نیک است."۸۵
در ارداویرافنامه، یکی دیگر از نسکهای پهلوی، ارداویراف سه‌ لایه ستاره پایه، ماه پایه و خورشید پایه را به شیوه نمادین به سان اندیشه، گفتار و کردار نیک منتسب می‌کند.

## مقایسه ایزد خورشید با سوریا

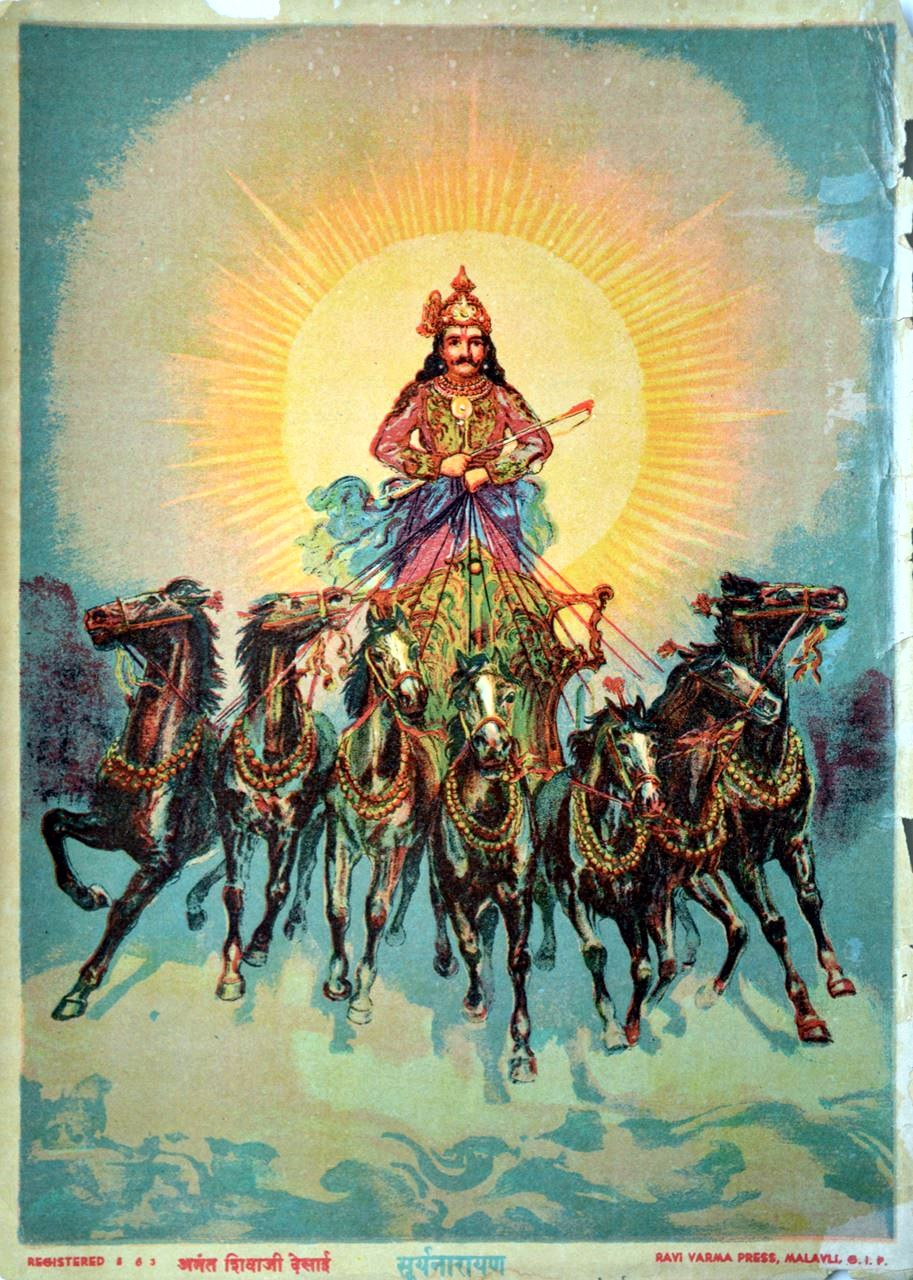
سوریا سوار بر ارابه آسمانی‌اش

در فرهنگ هندو ایرانی علاوه بر بعضی شخصیت‌های مقدس- ستارگان مقدس نیز وجود دارد که گاهی تا درجه خدایی ارزش دارند. کوههای مقدس- رودهای مقدس- چشمه‌های مقدس - درختان مقدس نیز بودش دارد.
در استوره‌های هند با سه خورشید خدایی روبه‌رو هستیم، ولی در ایران فقط یک ایزد خورشید وجود داشته. در هند خورشید جایگاه و ارزش بالاتری دارد تا ایران. در هند ایزد خورشید خود زاده خدایان است و زنان و فرزندان بسیاری هم دارد، ولی در اساطیر ایران خورشید را اهورامزدا می‌آفریند و زن و فرزند هم ندارد. در استوره‌های هند ریخت و چهره خورشید توصیف می‌شود، ولی اساطیر ایرانی تنها از اندازه و شتاب آن سخن می‌گویند. در هند خدای خورشید در آخر زمان می‌تواند ویژگی نابودگرایی داشته باشد؛ ولی اساطیر ایرانی برای او چنین ویژگی دارا نیست. در  ایرانی (اوستا)، از خورشید به چشم اهورامزدا تعبیر شده. در هند نیز سوریا (ایزد) (خداخورشید) چشم خدایان انگاشته شده‌است. در استوره‌های ایرانی پاک‌کنندگی و از بین بردن پلیدی از فروزه‌ها خورشید است. در استوره‌های هندی نیز پاککنندگی و نابودگری اهریمنان از فروزه‌ها اوست. در  هند  خورشید سوار بر گردونه‌ای است که هفت اسب او را می‌کشد یا سوریا به ریخت اسب بر همسر خود نمایان می‌گردد و فرزندان دستاورد از این آمیزش سر اسب دارند. چه در  هند و چه در  ایران، خورشیدگرفتگی و ماه‌گرفتگی نشانه اهریمن و کار دیوان و اهریمنان شمرده شده‌است.